# Synoicum senegalense
Synoicum senegalense is een zakpijpensoort uit de familie van de Polyclinidae. De wetenschappelijke naam van de soort is voor het eerst geldig gepubliceerd in 1949 door Peres.